# Bandeira, Minas Gerais
Bandeira este un oraș în unitatea federativă Minas Gerais (MG), Brazilia.